# Altes Brauhaus Rietkötter

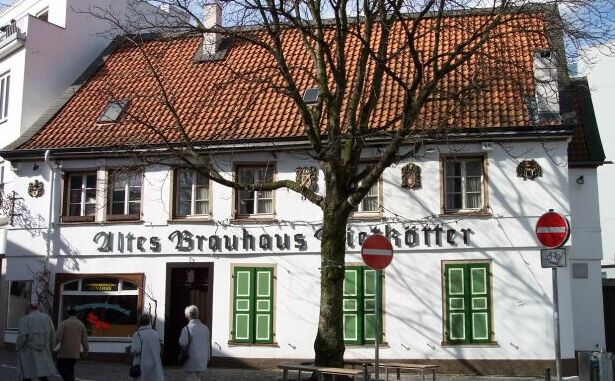
Altes Brauhaus Rietkötter, Bochum

Das Alte Brauhaus Rietkötter ist das älteste erhaltene Wohngebäude der Innenstadt Bochums.
Das Fachwerkhaus wurde vermutlich nach dem Bochumer Stadtbrand im Jahre 1581 erbaut. Urkundlich belegt ist, dass schon 1645 an dieser Stätte Bier gebraut wurde. Im 17. Jahrhundert soll darin die Pfarrer-Familie Ostermann gelebt haben, aus der Heinrich Johann Friedrich Ostermann (1686–1747), ein russischer Vizekanzler, hervorging. Zum Schutz gegen Feuersbrünste wurde das alte Fachwerkhaus im Jahre 1777 verputzt.
Das Haus kam Anfang des 19. Jahrhunderts in den Besitz des Schankwirts Bernhard Dahm, der dort eine Gaststätte mit dem Namen »Dahm bei der Pumpe« eröffnete. 1865 wurde das Haus an den Braumeister Moritz Heinrich Fiege verkauft. Seine Witwe Amalie heiratete 1870 den aus Haltern stammenden Braumeister Johann August Rietkötter. Er baute das Anwesen zur damals modernsten Kleinbrauerei der Stadt aus.
Die humorvollen Wandgemälde in der Gaststube sind ein restauriertes Frühwerk des beachteten Malers Josef Pieper (1907 – 1977).
In dem "Allignements Bauplan der Stadt Bochum" von 1854 wurde versucht, durch die Festlegung neuer Fluchtlinien bessere Verkehrsverhältnisse in der Altstadt zu erreichen. Dabei wurde ein Abriss oder Umbau des Hauses vorgesehen. Die Pläne zur Altstadtsanierung in den 1930er Jahren hätte das Haus auch nicht überstanden. So verkündete der Bochumer Anzeiger: Ein altes Haus verschwindet nach dem anderen. Und in einigen Jahrzehnten werden nur noch die drei altehrwürdigen Kirchen Zeugen längst vergangener Zeiten sein. Das Haus überstand im Zweiten Weltkrieg die Bombenangriffe auf Bochum. Lediglich die angebaute Brauerei aus dem 19. Jahrhundert wurde im Jahr 1943 ein Opfer der Bomben. In der Nachkriegszeit gefährdeten andere städtische Abrisspläne das Gebäude. Der Besitzer Dr. med August Rietkötter hatte dies jedoch durch langjährigen Einsatz verhindern können.
Somit gehört dieses Haus zu den wenigen Gebäuden, die an das ehemalige Ackerbürgerstädtchen am Hellweg erinnern. Die Stadt Bochum nahm es 1986 in die Denkmalliste auf (A 086).
Heute befinden sich im Gebäude zwei gewerbliche Flächen: das Gasthaus Rietkötter sowie eine Schusterei. Der Schusterei vorangegangen sind eine Boutique und zuvor eine Änderungsschneiderei, welche von einer griechischstämmigen Besitzerin betrieben wurde – vermutlich die erste Person mit Migrationshintergrund in diesem Gebäude.

## Lage
- Anschrift: Altes Brauhaus Rietkötter, Große Beckstraße 7, 44787 Bochum
- ÖPNV: Bochum, Hauptbahnhof Bochum